# Wapella (Saskatchewan)
Wapella es un pueblo canadiense situado en la provincia de Saskatchewan.

## Superficie
Wapella tiene una superficie de 2,63 km².

## Demografía
En 2021, tenía 278 habitantes, una densidad poblacional de 105,8 hab./km², y 143 viviendas.